# 孔繼勳
孔繼勳（1792年—1842年），字熾亭，廣東南海縣人，祖籍山東曲阜，清朝翰林、藏書家。
孔繼勳為孔子六十九代孫，其先於宋代遷到嶺南，元代定居南海縣。孔繼勳故刻有“天南聖裔”印章。道光十三年（1833年），中式癸巳科二甲進士，選庶吉士，散館授編修。道光十九年（1839年）回鄉。鴉片戰爭期間，協助防守炮臺，染病卒。
酷愛藏書，有岳雪楼，藏書三十三萬卷。有《岳雪楼书画录》，有子孔廣陶。

## 外部連結
- 孔继勋坟冢惊现白云山[永久] 珠江時報